# Liolaemus araucaniensis
Espèce
Synonymes
- Liolaemus altissimus araucaniensis Müller & Hellmich, 1932

Liolaemus araucaniensis est une espèce de sauriens de la famille des Liolaemidae.

## Répartition
Cette espèce se rencontre :
- au Chili dans la province de Malleco ;
- en Argentine.

## Description
C'est un saurien vivipare.

## Publication originale
- Müller & Hellmich, 1932 : Beiträge zur Kenntnis der Herpetofauna Chiles. III. Liolaemus altissimus altissimus, Liolaemus altissimus araucaniensis. Zoologischer Anzeiger, vol. 98, no 7/8, p. 197-208.